# Série A des archives départementales
La série A des archives départementales est une série du cadre de classement des archives départementales, en France, définie par l'instruction du 24 avril 1841. C'est une série fermée par la circulaire AD 65-29 du 16 décembre 1965 (Archives de France).
Intitulée Actes du pouvoir souverain, domaine public, apanages, famille royale, la série A est consacrée aux textes législatifs et réglementaires, d'origine royale ou domaniale antérieures à 1790, reçus par les intendants, baillis ou sénéchaux représentants du roi dans les provinces. On distingue entre les « Actes du pouvoir souverain » (édits, et ordonnances) et les biens dépendant du domaine royal, en tant qu'ils concernent le ressort des départements. Elle ne comporte bien souvent que quelques articles. 
Dans certains départements, cette série n'existe pas ; dans d'autres, elle a été formée au détriment d'autres séries, dans lesquelles les documents ont malencontreusement été prélevés .
En vertu de la circulaire du 18 décembre 1998, la série ne comporte pas de sous-séries fixes. Elles varient selon le contenu : 
- Collections d’édits, lettres patentes, ordonnances, etc. ;
- Domaine royal, apanages ; au besoin, famille royale ;

Là où la série comporte beaucoup d'actes, elle présente comme particularité d'être constituée pour de documents qui complètent les autres séries d'un dépôt départemental (Séries B et C : cours, juridictions et intendances. - Série E : familles et seigneuries. - Séries G et H : clergés catholiques), car ils portent essentiellement sur la population, le commerce, l'industrie et l'agriculture.
Elle complète en outre les sous-séries des princes apanagés en 1789 conservées aux Archives nationales : R1 (Artois), R3 (Bourbon-Conti), R4 (Orléans) et R5 (Provence).

## Répertoires publiés
- Allier : Inventaire sommaire des archives départementales antérieures à 1790 : séries A, B, archives civiles / Alphonse Chazaud, Moulins, 1883.
- Hautes-Alpes : Inventaire sommaire des archives départementales antérieures à 1790 : séries A, B, C, archives civiles / Paul Guillaume (abbé), Gap, 1887.
- Drôme : Répertoire numérique détaillé de la série A. Légation d'Avignon (XVIe – XVIIIe siècles) / B. Thomas, Avignon, 2004, 288 p.
- Indre-et-Loire : Inventaire sommaire des séries A-B-C-D-E / Charles Loizeau de Grandmaison, Chambray-lès-Tours, C.L.D., réimpression de l'édition de 1878, 1996, p. 1-2 (série A).
- Manche : Inventaire sommaire des archives départementales antérieures à 1790 : séries A, archives civiles, tome 1er / François Dubosc, Saint-Lô, 1865 ; tome 2 / Paul Le Cacheux, Saint-Lô, 1925.
- Haute-Savoie : Inventaire sommaire des archives départementales antérieures à 1790 : séries A, B, et I.C - I.C IV : archives civiles / Max Bruchet et Gaston Letonnelier, Annecy, 1921.

(...)

### Sources
- Les Guides des archives départementales.

1. ↑  Inventaire sommaires des Archives départementales antérieures à 1790, Dordogne, 1re livraison, Périgueux, 1865, intro p. ii.